# Simulium goeldii
Simulium goeldii es una especie de insecto del género Simulium, familia Simuliidae, orden Diptera.
Fue descrita científicamente por Cerqueira & Mello, 1967.